# Рыбология
«Рыбология» (англ. Fish Hooks) — американский оригинальный мультсериал Disney Channel, созданный с применением техники фотоколлажа. 8 декабря 2011 года было анонсировано, что сериал продлён на ещё один сезон.

## Сюжет
Сериал рассказывает о жизни трёх аквариумных рыбок: Майло, Оскара и Би. На протяжении всего сериала они решают свои проблемы. Также они стараются выпутаться из сложных ситуаций, в которые они попадают чаще всего по вине Майло. Все серии оканчиваются одинаково — показывается вольер, где гремучая змея и крыса обсуждают свои проблемы.

## Персонажи

### Главные герои
- Майло Фиштус (англ. Milo Fishtus) — весёлый сорвиголова, который постоянно смеётся. 16 лет. Обожает тусовки и крутые занятия. Подкалывает друзей, иногда вовлекая их в опасные переделки. Встречался с Памелой Грызуньей, звездой канала «Грызун», но вскоре они расстались.
- Би Голдфишберг (англ. Bea Goldfishberg) — предмет воздыхания Оскара, одновременно с этим лучшая подруга Майло и Оскара. Би — золотая рыбка. Королева школьных танцев, дружит со всеми в школе. Иногда у неё случаются нервные срывы. Учится на журналиста и актрису. Мечтает вести собственное шоу на телевидении.
- Оскар Фиштус (англ. Oscar Fishtus) — брат Майло. Оскар очень нервный и нерешительный, но в отличие своего брата, Оскар более серьёзен и умён, часто становится жертвой глупых затей Майло. 14 лет. Влюблён в Би, однако встречается с Анжелой. Имеет причёску в стиле афро. Ведёт свой личный дневник, где описывает себя как «Оскар Великолепный из Фишании (русский вариант — Рыбляндия)», совершает различные подвиги, на которые в данный день у Оскара не хватало смелости. Носит брекеты и совершенно не умеет смеяться, так как у него отсутствует чувство юмора. По словам одноклассников похож на брокколи. В него влюблена устрица Клемента, постоянно носится за ним, однако сам Оскар не отвечает ей взаимностью. В последней серии Анджела узнаёт, что ему нравится Би, и бросает его. В последней серии 3 сезона он признаётся Би в своих чувствах. Би отвечает ему взаимностью.

### Ученики школы Чистой Воды
- Шелси (англ. Shellsea) — красивая и популярная рыбка в школе, лучшая подруга Би. Шелси — поклонница моды, и судя по её вещам и большому дому, можно сказать что она — богачка. Говорит, растягивая слова. Везде имеет большие связи.
- Клемента (англ. Clamantha, также: Клем, Кламента) — устрица. Влюблена в Оскара и не скрывает этого. Постоянно выплёвывает жемчуг. Редактор школьного журнала, фотографии учеников хранит в помещении с ловушками и паролем «Оскар». Является солисткой школьной рок-группы «Клемента и Блестяшки».
- Альберт Гласс (англ. Albert Glass) — мальчик-стекляшка и лучший друг Джамбо и Оскара. Является прилежным учеником. На школьном фото его всегда не видно. В реальной жизни иногда друзья его не замечают. Болел водянкой. Носит строгий коричневый школьный пиджак. Страдает тем, что его часто бьёт Джоктопус. Неравнодушен к Эсмарго.
- Джоктопус Людвиг Вандербуш (англ. Jocktopus Ludwig Vanderbush) — осьминог, школьный хулиган и главный антагонист мультсериала. Любит бить кого угодно из своих одноклассников. Иллеист. Имеет огромное логово в школьном шкафчике. Его любовь — Пираника, которая часто пользуется своим положением, чтобы мстить одноклассникам. Два раза с ней целовался. Любит парадоксы. Умеет уменьшаться. Коронная фраза — «Джоктопус!» За ним постоянно ходит свита из трёх других двоечников. Носит баскетбольную футболку. Любит футбол.
- Кои (англ. Koi) — огромная рыбка, говорящая басом, одна из подруг Би. Чаще всего она общается с Финберли.
- Эсмарго (англ. Esmargot) — улитка, любящая кататься и вращаться. Оставляет после себя след из зеленоватой слизи. Постоянно болеет. Подруга Би. Ненавидит и боится вампиров и нечистой силы, отчего имеет целый арсенал оружия. Неравнодушна к Альберту.
- Финберли (англ. Finberley) — рыбка, подруга Би. Как и другие девочки, она влюблена в Стива Джексона, считает что в будущем выйдет за него замуж и у них будет много детей. Имеет сомнительные связи с секретными службами, что заметно в серии «Оскар-бабник».
- Свита Джоктопуса (англ. Jocktopus's friends) — трое двоечников в фиолетовых баскетбольных футболках, постоянно ходящих за Джоктопусом и помогающие ему в драках. Не прочь подколоть и его самого. Тоже любят футбол.
- Пираника (англ. Piranhica) — пиранья, девушка Джоктопуса. Неоднократно с ним целовалась. Злая и завистливая, но несмотря на это является подругой Би и остальных рыбок-девчонок.
- Стив Джексон (англ. Steve Jackson) — парень, являющийся самым популярным учеником в школе Чистой Воды, а также кумиром и предметом воздыханий всех девочек-одноклассниц.
- Бритва В. Зло (англ. Razor V. Doom) — парень-гот, вожак стаи из трёх рыб-готов. В одной из серии затянул Оскара в свою стаю. Ненавидит заек, для него это самое страшное, что можно себе представить. Часто обзывает девчонок из команды поддержки. Ест всё чёрное. Всегда против критики.
- Рэнделл «Рэнди» Пакостник (англ. Randy Pincherson) — коварный и богатый краб, ещё один антагонист мультсериала, хоть и влюблённый в Би, часто заставляет её ходить с ним на свидание при помощи каких-нибудь уловок. Имеет домашнего крокодила, чем нарушает больше двух десятков законов. У него также есть бабушка, которая, в отличие от него, более добрая.
- Джамбо (англ. Jumbo Shrimp) — креветка из тройки друзей Альберт-Оскар-Джамбо. Однажды он посидел в аквариуме роста, и с тех пор он больше своих сверстников. Как и Альберт, входит в кружок географов. в последней серии начнёт встречаться с Анджелой — бывшей Оскара. Однажды приклеил Мистера Балдуина клеем к стулу, будучи дежурным по школе.
- Члены школьного совета (англ. Student Council) — двое мальчиков и одна девочка входят в школьный совет. У них нет эмоций, всё обсуждают между собой. Говорят каждое слово по очереди, двое молчащих смотрят на говорящего. Неразговорчивы. Все трое членов — раки.
- Брэндон Пузырь (англ. Brandon Bubble) — известный певец 0-подросток. Является пародией на Джастина Бибера.
- Дэн и Энн (англ. Dan and Ann) — малыши-близнецы. Могут достать кого угодно своей навязчивостью. Имеют общую машину.
- Наушник Джо (англ. Headphone Joe) — школьный уборщик. Всё время слушает музыку в наушниках.
- Бо Грегори (англ. Bo Gregory) — деревенский парень. Говорит монотонным голосом. У него есть трактор и кукурузное поле. Всё время ходит в футболке с трактором.

### Взрослые
- Мистер Балдуин (англ. Mr. Baldwin) — учитель в классе Майло, Оскара и Би; морской конёк. На протяжении всего сериала показано, что он беременный (причём он сам об этом не знал). Старый, чуть-чуть ворчливый. Иногда засыпает во время урока. Неравнодушен к Миссис Чмокс. В одной из серий, Майло, Оскар и Би решили что он супергерой: капитан Аквариум (англ. Captain Aquarium).
- Мистер Массл (англ. Mr. Muscles) — преподаватель театрального искусства, учитель психологии и инструктор по вождению. Как и Клемента является моллюском, но имеет две человеческие волосатые руки. Если судить по татуировке и шапке, то он бывалый моряк. Влюблён в королеву Рыбритании (Британии).
- Доктор Лягуш (англ. Doctor Frog) — лягушка, учитель журналистики и французского. Постоянно выпрыгивает из аквариума, чтобы вдохнуть воздуха. Как и Шелси, имеет собственную манеру общения. Немного туповат.
- Мистер и Миссис Голдфишберг (англ. Mister and Missis Goldfishberg) — заботливые и добрые родители Би, но относятся к ней, как к ребёнку и постоянно её смущают.
- Директор Стиклер (англ. Principal Stickler) — директор школы Чистой Воды. Морской ёж.
- Фишингтон (англ. Fishington) — жена директора Стиклера. Исполняет важную работу. Выглядит страшно, всё время молчит. Настроение у неё всегда плохое. В одной из серий выясняется что она робот созданный директором Стиклером.
- Тренер Лосось (англ. Coach Salmons) — весёлый учитель по физкультуре, обожающий сочинять и петь песни. Напарник Мистера Массла в Рыб. Д. Д. В основном тренирует футбольную команду.
- Миссис Чмокс (англ. Mrs. Lips) — кальмар. Она — школьный психолог. Решает любые проблемы посредством наклеек. Немного странная и очень неуклюжая.
- Шеф (англ. Chief) — повар рыбного ресторана. Вёл охоту на Биг Блю.

### За пределами аквариума
- Змея (англ. Snake) — беззаботная и добрая змея. Обожает танцы. Умеет писать. Полиняв, стала Драконфибией. Появляется в титрах.
- Мышка (англ. Mouse) — мышь, помещённая в клетку вместе со змеёй, полная ей противоположность. Как и змея, выпускница цирковой школы. Шопоголик. Умеет читать. Как и Змея, появляется в титрах.
- Тарантул (англ. Lycosa) — паук, рокер-гитарист, помещённый над рыбами. Кумир Крыски.
- Кот (англ. Cat) — питомец Бада. Для рыб — огромный злой хищник.
- Бад (англ. Bud), также известный как Биг Блю (англ. Big Blue) — заведующий зоомагазина. Тупой, как считает Шеф. На него ведёт охоту повар рыбного ресторана. Для рыб — герой юмористического шоу.
- Памела Грызунья (англ. Pamela Humster) — бывшая девушка Майло. Живёт в Грызвуде и ведёт собственные передачи на канале «Грызун». Скрывает от всех, что она — песчанка. В серии «Возвращение Памелы Грызуньи» говорит, что снимается в сериале «Хомяки из Хамстерли Плэйс», что является пародией на сериал «Волшебники из Вэйверли Плэйс».

## Озвучивание
| Персонаж                   | Оригинальное озвучивание | Русский дубляж                                                |
| Майло Фиштус               | Кайл Мэсси               | Александр Стёпин (1 сезон) Артемий Веселов (2—3 сезоны)       |
| Оскар Фиштус               | Джастин Ройланд          | Александр Разбаш                                              |
| Би Голдфишберг             | Челси Стауб              | Наталья Виноградова (1 сезон) Виктория Слуцкая (2—3 сезоны)   |
| Шелси                      | Кэри Уолгрен             | Наталья Бурмистрова (1 сезон) Екатерина Кабашова (2—3 сезоны) |
| Клемента                   | Алекс Хирш               | Ольга Смирнова                                                |
| Джоктопус Людвиг Вандербуш | Джон ДиМаджио            | Андрей Шамин                                                  |
| Альберт Гласс              | Аттикус Шаффер           | Константин Ефимов                                             |
| Креветка Джамбо            | Стивен Кристофер Паркер  | Александр Хомик                                               |
| Финберли                   | Кимберли Муни            | Марианна Мокшина                                              |
| Эсмарго                    | Рэйчел Дрэч              | Ольга Белявская                                               |
| Кои                        | Рэйчел Дрэч              | Ольга Белявская                                               |
| Пираника                   | Лаура Ортис              | Юлия Рудина                                                   |
| Рэнди Пинчерсон            | Джошуа Суссман           | Андрей Матвеев                                                |
| Стив Джексон               | Грег Кайпес              | Александр Трофимов                                            |
| Мистер Балдуин             | Дэна Снайдер             | Марк Макаренков                                               |
| Мистер Массл               | Томми Листер             | Андрей Пирог (1—2 сезоны) Алексей Макрецкий (3 сезон)         |
| Тренер Лосось              | Ричард Симмонс           | Андрей Матвеев (1—2 сезоны) Дмитрий Стрелков (2—3 сезоны)     |
| Доктор Лягуш               | Кевин МакДональд         | Андрей Матвеев                                                |
| Мисс Чмокс                 | Дженнифер Кулидж         | Елена Терновая (1 сезон) Светлана Казарцева (2—3 сезоны)      |
| Директор Стиклер           | Джерри Стиллер           | Александр Хомик                                               |
| Бо Грегори                 | Максвелл Этомс           | Александр Трофимов                                            |
| Хью Эдмундсон              | Максвелл Этомс           |                                                               |
| Шеф                        | Блейк Кларк              | Борис Хасанов                                                 |
| Басси                      | Тресс Макнилл            |                                                               |
| Дэн и Энн                  | Джейн Карр               | Ольга Белявская                                               |
| Наушник Джо                | Джон Капаруло            | Александр Трофимов                                            |
| Мистер Голдфишберг         | Ной Джонс                |                                                               |
| Миссис Голдфишберг         | Эди Макклёрг             |                                                               |
| Члены школьного совета     | Дерек Эваник             |                                                               |
| Дворис Полис Хлорис        | Тиффани Торнтон          | Ольга Смирнова                                                |